# Clue (jeu vidéo)
Pour les articles homonymes, voir Clue.
Clue est un jeu vidéo sorti en 1992 sur Mega Drive et Super Nintendo. Le jeu a été développé par Sculptured Software et édité par Parker Brothers.
Il s'agit d'une adaptation du jeu de société Cluedo.